# Młyn w Sierakowicach Prawych
Młyn w Sierakowicach Prawych – drewniany młyn wodny nad Łupią wybudowany około 1938 r. Znajduje się w Sierakowicach Prawych, w powiecie skierniewickim, w województwie łódzkim.

## Historia miejsca
Młyny w tym miejscu wymieniane były w dokumentach źródłowych już w XVI w. Poprzednikiem obecnego młyna był młyn drewniany, poruszany kołem wodnym, wybudowany w pierwszej połowie XIX w. Budynek ten został rozebrany na kilka lat przed wybuchem II wojny światowej.

## Obecny młyn
Obecnie istniejący młyn został wybudowany około 1938 r. Jest to budynek drewniany z podmurówką, jednopiętrowy, z dachem dwuspadowym krytym blachą. Od strony zachodniej dobudowana została turbinownia. Początkowo był poruszany turbiną wodną i wyposażony w perlak i jagielnik (te elementy zostały usunięte w okresie powojennym). Był to młyn typu gospodarczego pracujący na potrzeby mieszkańców okolicznych miejscowości. Jego moc przemiałowa wynosiła około 4–6 ton zboża na dobę. W okresie II wojny światowej w młynie zainstalowano silnik elektryczny. W okresie PRL młyn został upaństwowiony. W latach 70. XX w. należał do Prezydium Gromadzkiej Rady Narodowej (Mokra Prawa). W 2024 r. stanowi własność prywatną. Pełni funkcję elektrowni wodnej. W sąsiedztwie młyna przebiega szlak rowerowy „Ptaki okolicy Skierniewic”. W 2021 r. Centrum Kultury i Sztuki w Skierniewicach opublikowało film w cyklu „Szlakiem starych młynów” pt. Młyn w Sierakowicach poświęcony historii tego obiektu.